# Prefettura di Nyingchi
La prefettura di Nyingchi o di Linzhi (in cinese: 林芝地区, pinyin: Línzhī Dìqū; in tibetano: ཉིང་ཁྲི་ས་ཁུལ་, Wylie: nying-khri sa khul) è una prefettura della regione autonoma del Tibet, in Cina.

## Geografia antropica

### Suddivisioni amministrative
La prefettura è suddivisa in sette contee.
Le due contee di Zayü (察隅县) e Mêdog (墨脱县), che formano il Tibet meridionale, sono considerate giurisdizione cinese dal governo della Repubblica Popolare, ma sono de facto sotto il controllo dello stato indiano dell'Arunachal Pradesh.
| Mappa | Mappa                   | Mappa      | Mappa              | Mappa          | Mappa                    | Mappa                    | Mappa            | Mappa          |
| ----- | ----------------------- | ---------- | ------------------ | -------------- | ------------------------ | ------------------------ | ---------------- | -------------- |
|       |                         |            |                    |                |                          |                          |                  |                |
| #     | Nome                    | Hanzi      | Hanyu Pinyin       | Tibetano       | Wylie                    | Popolazione (stima 2003) | Superficie (km²) | Densità (/km²) |
| 1     | Contea di Nyingchi      | 林芝县     | Línzhī Xiàn        | ཉིང་ཁྲི་ས་རྫོང་     | nying khri rdzong        | 30000                    | 8536             | 4              |
| 2     | Contea di Gongbo'gyamda | 工布江达县 | Gōngbùjiāngdá Xiàn | ཀོང་པོ་རྒྱ་མདའ་རྫོང་ | kong po rgya mda' rdzong | 30000                    | 12960            | 2              |
| 3     | Contea di Mainling      | 米林县     | Mǐlín Xiàn         | སྨན་གླིང་རྫོང་      | sman gling rdzong        | 20000                    | 9507             | 2              |
| 4     | Contea di Mêdog         | 墨脱县     | Mòtuō Xiàn         | མེ་ཏོག་རྫོང་       | me tog rdzong            | 10000                    | 31394            | 0              |
| 5     | Contea di Bomê          | 波密县     | Bōmì Xiàn          | སྤོ་མེས་རྫོང་       | spo mes rdzong           | 30000                    | 16770            | 2              |
| 6     | Contea di Zayü          | 察隅县     | Cháyú Xiàn         | རྫ་ཡུལ་རྫོང་       | rdza yul rdzong          | 20000                    | 31305            | 1              |
| 7     | Contea di Nang          | 朗县       | Lǎng Xiàn          | སྣང་རྫོང་         | snang rdzong             | 10000                    | 4114             | 2              |